# Josie Davis

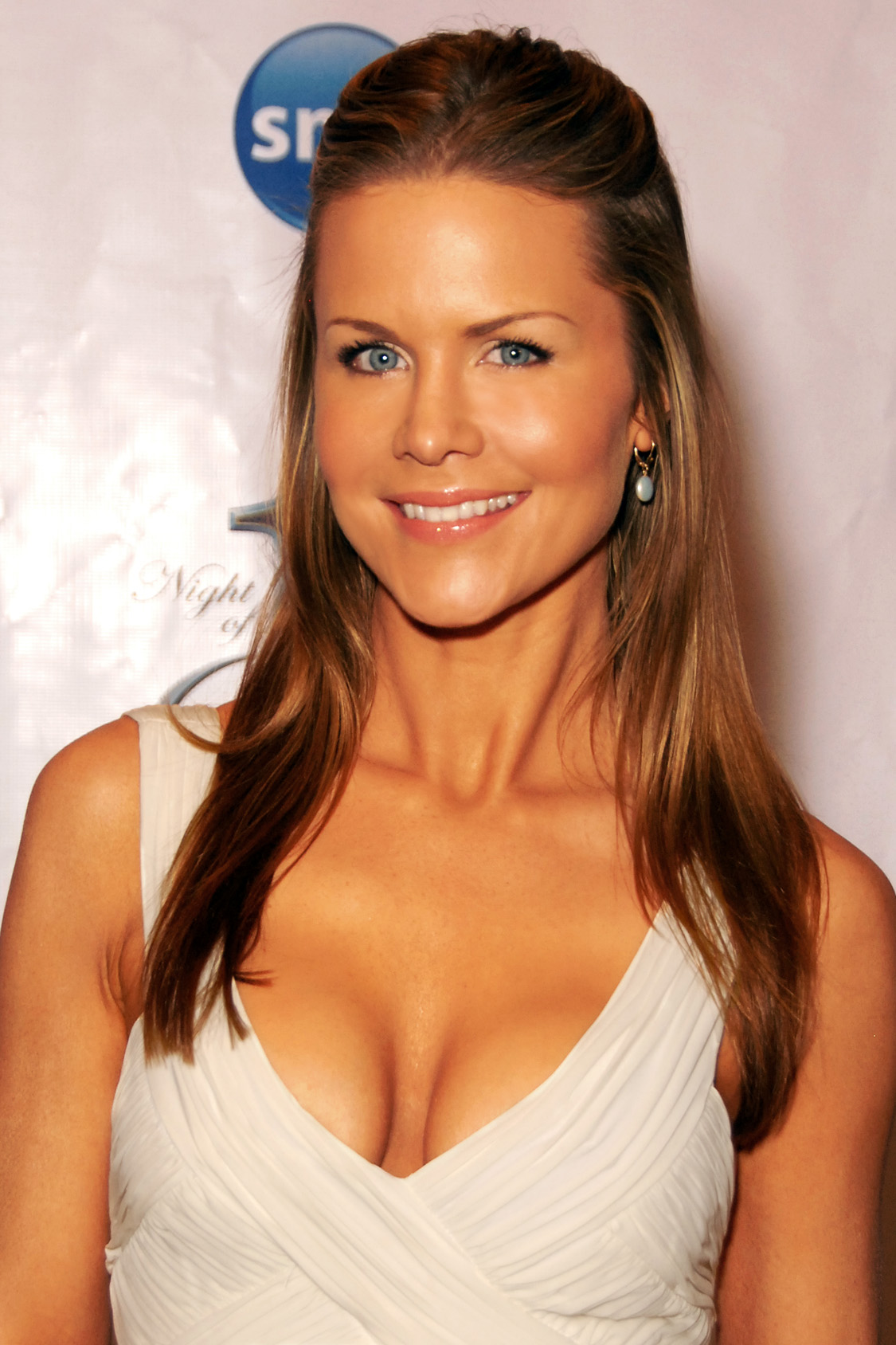

Josie Rebecca Davis (Los Angeles, 16 gennaio 1973) è un'attrice statunitense.

## Biografia
Nata in California nel 1973, inizia la carriera di attrice ad appena tre anni prende parte a diversi spot pubblicitari per la televisione. A partire dal 1987 interpreta in personaggio di Sarah Powell nella serie TV Baby Sitter, a cui prende parte fino al 1990 riscuotendo con essa i primi successi.
Nella stagione 1996-1997 recita nella soap opera Febbre d'amore nel ruolo di Grace. Tra il 1997 ed il 2000 è frequentemente apparsa in numerose serie TV (Baywatch, Nash Bridges, L.A. Heat).
Nel 2000 è presente nella serie Beverly Hills 90210 in cui interpreta il personaggio di Camille Desmond. La stagione seguente (2000-2001) è invece in un'altra serie ossia Titans.
Nel 2002 debutta al cinema in Sonny. Per tutti gli anni 2000 prende parte a numerose ed importanti serie come Due uomini e mezzo, Ghost Whisperer, NCIS Unità anticrimine, CSI: Miami, CSI: NY, Le regole dell'amore e film televisivi e cinematografici.
Nel 2012 è Daphne Miller in Hollywood Heights - Vita da popstar.
Tra i film a cui ha preso parte, oltre al già citato Sonny, ha recitato in Kalamazoo? (2006), The Ascent (2010) e The Trouble with Romance (2007), Bella e letale (2013).

## Filmografia parziale

### Televisione
- Nora Roberts - Carolina Moon (Carolina Moon), regia di Stephen Tolkin – film TV (2007)
- Come un padre (Notes from Dad), regia di Eriq La Salle - film TV (2013)
- Bella e letale (Dirty Teacher), regia di Doug Campbell – film TV (2013)

## Doppiatrici italiane
Nelle versioni in italiano delle opere in cui ha recitato, Josie Davis è stata doppiata da:
- Alessandra Korompay in Due uomini e mezzo, CSI: Miami
- Claudia Catani in Ghost Whisperer - Presenze
- Roberta Greganti in Burn Notice - Duro a morire
- Stella Musy in Bella e letale
- Deborah Ciccorelli in Un killer nascosto in casa